# Vionneva
Vionneva este o arie protejată (arie specială de conservare — SAC, sit de importanță comunitară — SCI, arie de protecție specială avifaunistică — SPA) din Finlanda întinsă pe o suprafață de 878 ha, integral pe uscat.

## Localizare
Centrul sitului Vionneva este situat la coordonatele 63°38′50″N 23°54′03″E / 63.6472°N 23.9008°E.

## Înființare
Situl Vionneva a fost declarat sit de importanță comunitară în august 1998 pentru a proteja 9 specii de animale. Alte tipuri de protecție:
- arie de protecție specială avifaunistică (în august 1998)[2]
- arie specială de conservare (în aprilie 2015)[1][3][4]

## Biodiversitate
Situată în ecoregiunea boreală, aria protejată conține 4 habitate naturale: Lacuri și iazuri distrofice naturale, Turbării active, Mlaștini turboase de tranziție și turbării mișcătoare, Mlaștini împădurite.
La baza desemnării sitului se află mai multe specii protejate de  păsări (9): ciuf de câmp (Asio flammeus), bătăuș (Calidris pugnax), erete vânăt (Circus cyaneus), cufundar polar (Gavia arctica), cocor (Grus grus), viespar (Pernis apivorus), ploier auriu (Pluvialis apricaria), fluierar negru (Tringa erythropus), fluierar de mlaștină (Tringa glareola).
Pe lângă speciile protejate, pe teritoriul sitului au mai fost identificate 1 specie de păsări.